# 阿波中央橋
阿波中央橋（あわちゅうおうばし）は、吉野川に架かる国道318号のトラス橋。南岸は徳島県吉野川市鴨島町知恵島。北岸は同県阿波市吉野町柿原。

## 沿革
- 1928年（昭和03年） - 記念吉野川中央橋として木橋を架設。
- 1948年（昭和23年） - 洪水のため木橋は流失。
- 1949年（昭和24年） - 鋼橋での架橋が決定。
- 1953年（昭和28年） - 戦後の日本最長の橋梁として完成[1]。

## 橋の概要
- 橋長：821 m
- 工期：1949年 - 1953年

## 周辺
- 吉野川鴨島運動場
- 吉野川市納涼花火大会 - 毎年8月6日に開催。